# Hotelbus

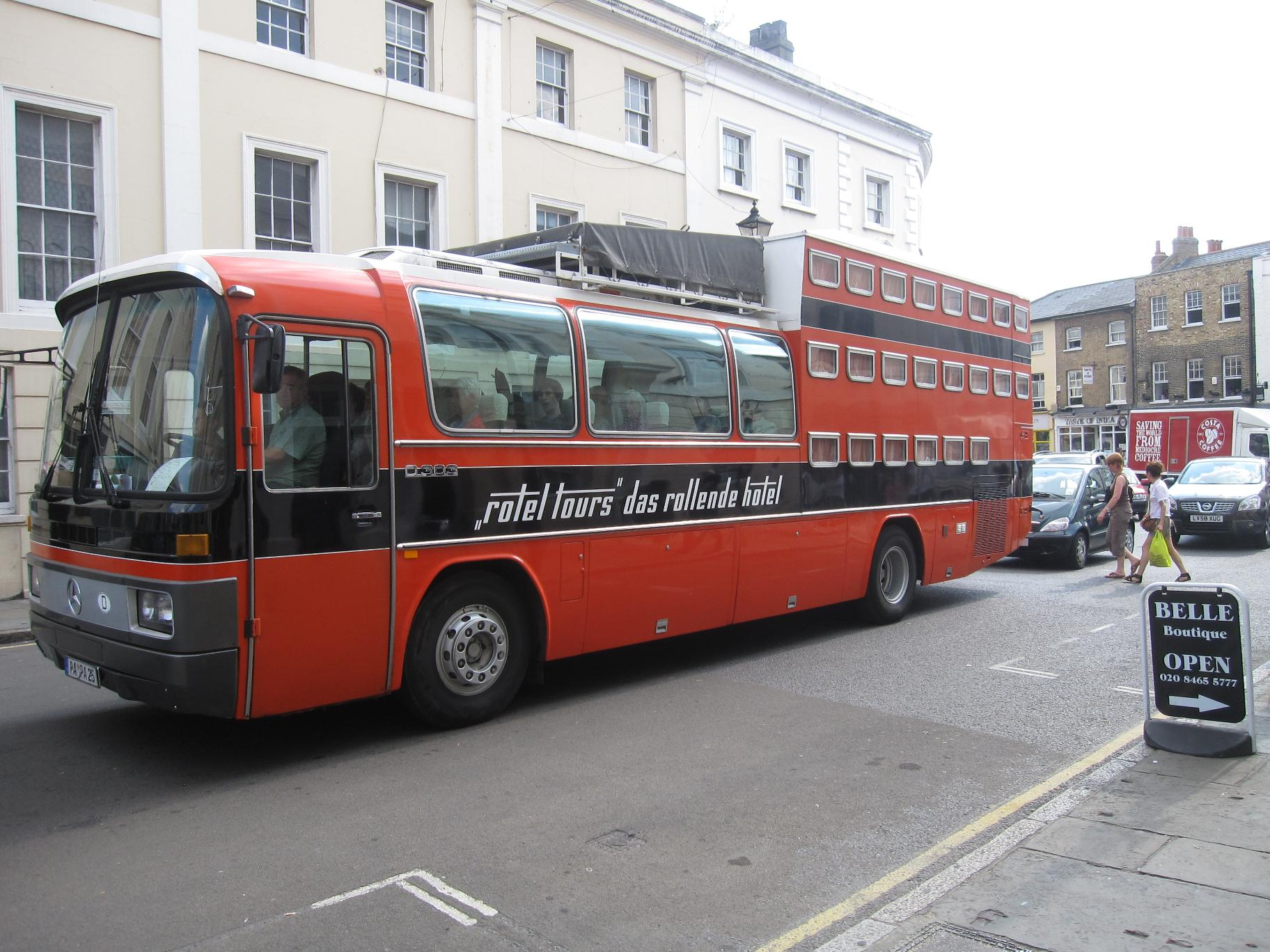
Autobus Mercedes upravený na hotelbus

Hotelbus je dopravní prostředek určený k pobytu osob během poznávacích zájezdů nejen po Evropě, ale i po Jižní Americe či jižní Africe. V hotelbusu může cestovat 15–20 cestujících (dle typu hotelbusu).[zdroj?] Každý z nich má k dispozici nejen své sedadlo jako v běžném autobuse, ale i pohodlné pevné lůžko klasického rozměru. Cestujícím je během cest poskytováno stravování v režimu plné penze bez nápojů.[zdroj?]